# René Lévesque
René Lévesque [ʁə'ne le'vɛk], född 24 augusti 1922 i Campbellton, New Brunswick, död 1 november 1987 i Montréal, Québec, var en kanadensisk journalist, minister i Québecs provinsregering 1960–1966, grundare av Parti Québécois, Québecs 23:e premiärminister (25 november 1976–3 oktober 1985) och mottagare av Hederslegionen. Han var den första fransk-kanadensiska politiska ledaren sedan bildandet av den kanadensiska konfederationen som försökte att, via en folkomröstning, driva igenom självständighet för Québec.

## Biografi
René Lévesque föddes i Campbellton i New Brunswick men växte upp i New Carlisle på Gaspéhalvön. Han gick i skolan i provinshuvudstaden Québec i två skolor som drevs av jesuiterna, och påbörjade därefter en juristutbildning på Université Laval i samma stad. Han avbröt dock utbildningen 1943.

### Karriär som journalist
Parallellt med utbildningen arbetade han på den lilla radiostationen CHNC i New Carlisle, och därefter på CBV i Quebec. Under 1944–1945 var han krigskorrespondent för USA:s armé i Europa. Han rapporterade från London medan det bombades av Luftwaffe och följde med de allierade trupperna genom Frankrike och Tyskland. Han följde med den första amerikanska gruppen som nådde fram till koncentrationslägret Dachau och påverkades djupt av det han såg.
1947 gifte han sig med Louise L'Heureux, med vilken han skulle få två söner och en dotter. Han arbetade som radioreporter för Radio-Canada, bland annat under Koreakriget. Efter detta krig blev han erbjuden en karriär i USA, men valde att stanna i Québec. Han blev år 1956 programledare för Point de mire, ett nyhetsmagasin i Radio-Canadas TV-sändningar, vilket ledde till att han blev känd i Québec. Han var också inblandad i strejken vid Radio-Canada 1958, vilket ledde till att han arresterades 1959, då också Point de mire slutade sändas. Under strejken stöddes han av sin framtida politiska rival Pierre Trudeau.

### Vägen till premiärministerposten
Lévesque började engagera sig politiskt 1960 och valdes in i Québecs provinsförsamling detta år, som medlem av Parti libéral du Québec. Det var först under 1960-talet som han började intressera sig för Québecs politik, efter att tidigare främst ha ägnat sig åt internationella frågor. Han blev vattenkraftminister (från 1961 naturresursminister) i Jean Lesages provinsregering och ansvarade som sådan för att det provinsägda företaget Hydro-Québec tog över många privata elbolag. Detta var en del av den tysta revolutionens reformer. Mellan 1965 och 1966 var Lévesque familje- och välfärdsminister. Liberalerna förlorade valet 1966 till det konservativa partiet Union Nationale, men Lévesque blev omvald till provinsförsamlingen, fortfarande med en federalistisk inställning. En del liberaler skyllde valförlusten på den närmast socialistiska politik som Lévesque hade fört som minister.
Han lämnade liberalerna 1967 efter att partikongressen hade avvisat hans förslag, Option Québec, på ett självständigt Québec, men behöll sin plats i provinsförsamlingen till valet 1970. I stället bildade han det självständighetsförespråkande partiet Mouvement Souveraineté-Association, som snart gick ihop med Ralliement National och Rassemblement pour l'indépendance nationale för att bilda Parti Québécois 1968. Lévesque var ledare för Parti Québécois fram till 1985.
Lévesque blev inte invald i provinsförsamlingen vare sig i valet 1970 eller i valet 1973, även om hans nya parti fick ett fåtal mandat. Partiets genombrott kom 1976, då det fick 41,1 % av rösterna och 71 av 110 mandat. Vid sitt segertal på valnatten gjorde René Lévesque ett av sina mest berömda uttalanden: "Je n'ai jamais pensé que je pourrais être aussi fier d'être québécois." ("Jag hade aldrig trott att jag skulle vara så stolt över att vara från Québec.") Han blev Québecs premiärminister tio dagar efter valet.

### Skilsmässa och omgifte
6 februari 1977 körde Lévesques bil på och dödade en hemlös man som hade legat på vägen. Det antyddes att Lévesque hade kört rattfull. Olyckan blev än mer uppmärksammad när det visade sig att kvinnan som hade följt med Lévesque i bilen inte var hans fru, utan en sekreterare som hette Corinne Côté. Lévesques äktenskap slutade i skilsmässa (paret hade redan före olyckan separerat) och i april 1979 gifte han sig med Côté. Hon kom att utöva ett märkbart inflytande på honom; bland annat övertalade hon honom att fortsätta som premiärminister efter att Pierre Trudeau hade gjort upp om reformen av Kanadas författning bakom ryggen på honom 1982.

### Lévesque-regeringens första mandatperiod
Lévesques partifinansieringslag förbjöd donationer från företag till partier och begränsade donationer från individer till 3 000 dollar. Lagen var avsedd att förhindra förmögna medborgare och organisationer från att få ett oproportionerligt stort inflytande på valen. Lévesque drev också igenom en lag om provinsomfattande folkomröstningar.
Lévesqueregeringen fortsatte Lesageregeringens socialdemokratiskt inriktade reformer i syfte att skapa en quebekisk välfärdsstat. Tidigare hade ansvaret för sociala tjänster legat hos romersk-katolska kyrkan (under Maurice Duplessis-tiden) eller hos individen. Regeringen var också den första i Kanada som förbjöd diskriminering på grund av sexuell läggning i Charte des droits de la personne 1977.
Tillsammans med de sociala reformerna och självständighetssträvandena blev Charte de la langue française ("stadgan om det franska språket", även kallad lag 101) ett viktigt avtryck i Québecs historia när den antogs 1977. Lagens mål är att göra franska till huvudspråk för "arbete, utbildning, kommunikation, handel och företagsamhet". Franska hade redan blivit Quebecs enda officiella språk genom ett beslut av den liberala regeringen 1974, men Charte de la langue française stärkte franskans ställning ytterligare. Bland annat skulle alla barn gå i franskspråkiga skolor. Det enda undantaget var barn vars föräldrar hade gått i engelskspråkig skola i Quebec (senare mildrat till i Kanada). Syftet med detta var bland annat att förhindra språkbyte från franska till engelska och att integrera invandrare i den fransktalande majoriteten snarare än i den engelsktalande minoriteten, vilket tidigare hade varit vanligt. Lagen förbjöd också utomhusskyltning på något annat språk än franska, i en tid då engelska var det dominerande handelsspråket i provinsen men 80 % av befolkningen var av franskt ursprung. Även denna bestämmelse ändrades senare så att andra språk tilläts tillsammans med den franska texten, som fortfarande skulle vara dominerande.
Den utlovade folkomröstningen om självständighet för Quebec genomfördes 20 maj 1980. I Lévesques självständighetsplan ingick ett ekonomiskt partnerskap med Kanada efter självständigheten, med bland annat en gemensam valuta. Folkomröstningen slutade dock med 40 % ja och 60 % nej. Valdeltagandet var 86 %. Lévesque erkände sig besegrad, men uppmanade sina anhängare i ett tal på valnatten att hålla ut "À la prochaine fois!" ("till nästa gång").

### Lévesque-regeringens andra mandatperiod
Trots folkomröstningsresultatet ledde Lévesque Parti Québécois till seger i provinsvalet 1981, med en ökad majoritet i provinsförsamlingen och ökat röstetal, från 41,1 % till 49 %. En viktig målsättning under hans andra mandatperiod var att medverka till en reform av Kanadas författning så att den skulle kunna förändras utan inblandning av Storbritanniens parlament. De nio andra provinspremiärministrarna och Pierre Trudeau gjorde dock upp om författningsreformen bakom ryggen på Lévesque, vilket var ett nederlag för honom och även ledde till kritik från den egna provinsen. Än idag (2006) har ingen av Québecs premiärministrar formellt accepterat författningsreformen 1982.
Regeringens respons på den ekonomiska nedgången under det tidiga 1980-talet upprörde fackföreningsmedlemmar, som utgjorde en del av kärnan i Parti Québécois och självständighetsrörelsen.
Inför valet 1985 ansåg Lévesque att partiet inte skulle driva självständighetskravet i valrörelsen, vilket upprörde de starkaste självständighetsförespråkarna och ledde till oenighet i partiet. På grund av detta avgick Lévesque som partiledare 20 juni och som premiärminister 8 oktober.

### Lévesques död
Lévesque avled av en hjärtattack 1 november 1987, vid 65 års ålder. Några månader före sin död hade han hållit ett tal på Université Laval om nödvändigheten av självständighet. Tiotusentals människor närvarade vid hans statsbegravning och begravningsprocession i Québec. När hans kista bars ut ur kyrkan började folkmassan spontant att applådera och sjunga Québecs inofficiella nationalsång Gens du pays, med första raden utbytt mot Mon cher René ("Min käre René) på det sätt som är brukligt när sången används för att hylla en viss person. Han gravsattes i Saint-Michel-kyrkogården i Québec 5 november 1987.

## Eftermäle
1994 gjordes en teveserie om Lévesques liv. 1999 restes en staty i naturlig storlek av honom på Boulevard René-Lévesque utanför parlamentsbyggnaden i Québec. Statyn flyttades dock till hans uppväxtort New Carlisle och ersattes med en större eftersom många ansåg att den ursprungliga statyn inte var tillräckligt stor för en person med så stort inflytande på Québecs historia. (Lévesque var förhållandevis kort.)
Lévesque är än idag en viktig personlighet för den quebekiska nationalismen, och anses vara den quebekiska självständighetsrörelsens andlige fader. Parti Québécois, som han grundade, är fortfarande ett av Québecs största partier, och bildade regering 1994-2003. Även de som inte håller med om alla hans politiska mål framhåller hans betydelse – enligt en opinionsundersökning som gjordes 2006 på uppdrag av kvällstidningen Le Journal de Montréal ansåg 56 % av Québecs invånare att Lévesque var den bästa premiärministern i Québec under de senaste 50 åren. Den som kom närmast efter var Robert Bourassa med 14 %. Lévesques popularitet är störst bland fransktalande Québecbor, men även 32 % av de engelsktalande rankade honom högst. Många betraktar honom som Québecs landsfader.

## Personlighet
Allmänhetens bild av Lévesque har präglats av hans ständiga cigaretter och hans korta längd, samt hans överkammade flint som gav honom smeknamnet "Ti-Poil", ordagrant "Lill-Håret". Det har sagts flera gånger att när han talade med någon gav han denna känslan av att han eller hon var den viktigaste personen i världen. Han var en passionerad talare, och har sagt att han kände sig tryggare framför tusentals människor än framför en enda.
Medan många quebeckiska intellektuella (särskilt självständighetsförespråkare) har inspirerats av Frankrikes filosofi och kultur vände sig Lévesque snarare åt USA, vilket bland annat gjorde att han följde med de amerikanska trupperna under andra världskriget. När han var i London under denna period växte också hans beundran av britterna, särskilt deras kurage under de tyska bombningarna. Han var en trogen läsare av New York Times och semestrade i New England varje år. Han har sagt att om han skulle behöva välja en enda förebild skulle det vara Franklin D. Roosevelt, som dock uttalade sig ofördelaktigt om Québec i ett brev till Kanadas premiärminister Mackenzie King i ämnet 1942.
Lévesque blev besviken över det ljumma mottagandet av hans första tal i New York som premiärminister, där han jämförde Québecs väg mot självständighet med den amerikanska revolutionen. Hans första tal som Québecs premiärminister i Frankrike var mer framgångsrikt, vilket ledde till att han började uppskatta Frankrikes kultur i högre grad.

## Artikelursprung
Den här artikeln är helt eller delvis baserad på material från engelskspråkiga Wikipedia.